# Coupe de Côte d'Ivoire de basket-ball
La Coupe de Côte d'Ivoire de basket-ball est une compétition à élimination directe de basket-ball organisée par la Fédération ivoirienne de basket-ball. Elle est nommée Coupe Nationale avant d'être renommée en Coupe de Côte d'Ivoire en 2023

## Palmarès
- 🏆 Champion de Côte d’Ivoire : 2025
- 🏆 Vainqueur de la Coupe Nationale de Côte d’Ivoire : 2025
- 🏆 Vainqueur de la Super Coupe de Côte d’Ivoire : 2024
- 🏆 Vainqueur de la Coupe de Côte d’Ivoire : 2023
- 🥈 Vice-champion de Côte d’Ivoire : 2010, 2011, 2012, 2023 (4 fois)